# Ruben Gelbord
Ruben Gelbord (Augustów, 1878. április 25. – Stockholm, 1945. december 15.) svéd nemzetközi labdarúgó-játékvezető.

## Pályafutása

### Nemzeti játékvezetés
A kornak megfelelően labdarúgóként ismerte meg a játékot, majd kiváló szabályismeretének köszönhetően egyre több mérkőzés vezetésével bízták meg. Sportvezetőinek javaslatára lett hazája legmagasabb szintű labdarúgó bajnokságának játékvezetője.

#### Bajnoki döntő
IFK Göteborg első bajnoki címe.
| Időpont           | Helyszín                      | Mérkőzés típusa | Mérkőzés                 | Eredmény | Nézők száma |
| ----------------- | ----------------------------- | --------------- | ------------------------ | -------- | ----------- |
| 1908. október 11. | Walhalla IP Stadion, Göteborg | bajnoki döntő   | IFK Göteborg–IFK Uppsala | 4 : 3    | 4 500       |

#### Nemzeti kupamérkőzések
Vezetett Kupa-döntők száma: 2.

##### Svéd Kupa
| Időpont | Helyszín                         | Mérkőzés típusa | Mérkőzés                | Eredmény | Nézők száma |
| ------- | -------------------------------- | --------------- | ----------------------- | -------- | ----------- |
| 1911.   | Gamle Frogner Stadion, Stockholm | döntő           | Lyn–Urædd               | 5 : 2    | 5 000       |
| 1913.   | Urædd Stadion, Stockholm         | döntő           | Odd Grenland–Mercantile | 2 : 1    | 10 000      |

### Nemzetközi játékvezetés
A Svéd labdarúgó-szövetség Játékvezető Bizottsága (JB) 1908-ban terjesztette fel nemzetközi játékvezetőnek, a Nemzetközi Labdarúgó-szövetség (FIFA) bíróinak keretébe. Több nemzetek közötti válogatott és klubmérkőzést vezetett. Az aktív nemzetközi játékvezetéstől 1924-ben  búcsúzott. Válogatott mérkőzéseinek száma: 7.

#### Olimpia
Az 1912. évi nyári olimpiai játékok labdarúgó tornáján a FIFA JB bíróként foglalkoztatta.
| Időpont          | Helyszín                      | Mérkőzés típusa        | Mérkőzés          | Eredmény | Nézők száma |
| ---------------- | ----------------------------- | ---------------------- | ----------------- | -------- | ----------- |
| 1912. június 30. | Idrottsplats Stadion, Råsunda | selejtező (2. forduló) | Dánia–Norvégia    | 7 : 0    | 700         |
| 1912. július 2.  | Olimpiai Stadion, Stockholm   | egyik elődöntő         | Anglia–Finnország | 4 : 0    | 4 000       |

## Magyar vonatkozás
| Időpont          | Helyszín               | Mérkőzés típusa         | Mérkőzés              | Eredmény | Nézők száma |
| ---------------- | ---------------------- | ----------------------- | --------------------- | -------- | ----------- |
| 1912. június 23. | Frogner, Stadion, Oslo | 38. válogatott mérkőzés | Norvégia–Magyarország | 0 : 6    | 4 000       |

## Külső hivatkozások
- Ruben Gelbord. World Referee. [2016. március 4-i dátummal az eredetiből archiválva]. (Hozzáférés: 2012. április 10.)
- Ruben Gelbord. footballzz.com. (Hozzáférés: 2012. április 10.)
- Ruben Gelbord. footballdatabase.eu. (Hozzáférés: 2012. április 10.)
- Ruben Gelbord. eu-football.info. (Hozzáférés: 2012. április 10.)
- Ruben Gelbord. iffhs.de. (Hozzáférés: 2012. április 10.)

| Elődje: Theodor Hansen | Svéd kupadöntő 1911 | Utódja: Tryggve Lund |

| Elődje: Tryggve Lund | Svéd kupadöntő 1913 | Utódja: Daniel Eie |